# Айдзу-Місато

37°27′36″ пн. ш. 139°50′28″ сх. д. / 37.46000° пн. ш. 139.84111° сх. д.
А́йдзу-Міса́то (яп. 会津美里町, あいづみさとまち, МФА: [ai̯d͡zu mʲisato mat͡ɕi̥]) — містечко в Японії, в повіті Онума префектури Фукусіма. Станом на 1 жовтня 2008 площа містечка становила 276,37 км². Станом на 1 січня 2009 населення містечка становило 23 540 осіб.